# Нігер
Ніге́р (фр. Niger [niʒɛʁ] Ніже́р), офіційно — Респу́бліка Ніге́р (фр. République du Niger) — країна в Західній Африці, яка отримала назву від річки Нігер, яка протікає через неї. Нігер — означає «Велика річка» або «Річка річок» мовою тамашек, якою говорять туареги. Понад 80 % території країни розташовано в пустелі Сахара. Решта — напівпустеля Сахель — постійно перебуває під загрозою посухи й опустелювання. Країна не має виходу до моря. Столиця — місто Ніамей.
Населення чисельністю 24 206 644 осіб зосереджено на крайньому півдні та заході країни. За індексом розвитку людського потенціалу Нігер стабільно перебуває на одному з останніх місць у світі. Основними галузями економіки є сільське господарство і видобуток корисних копалин, особливо уранової руди.

## Географія

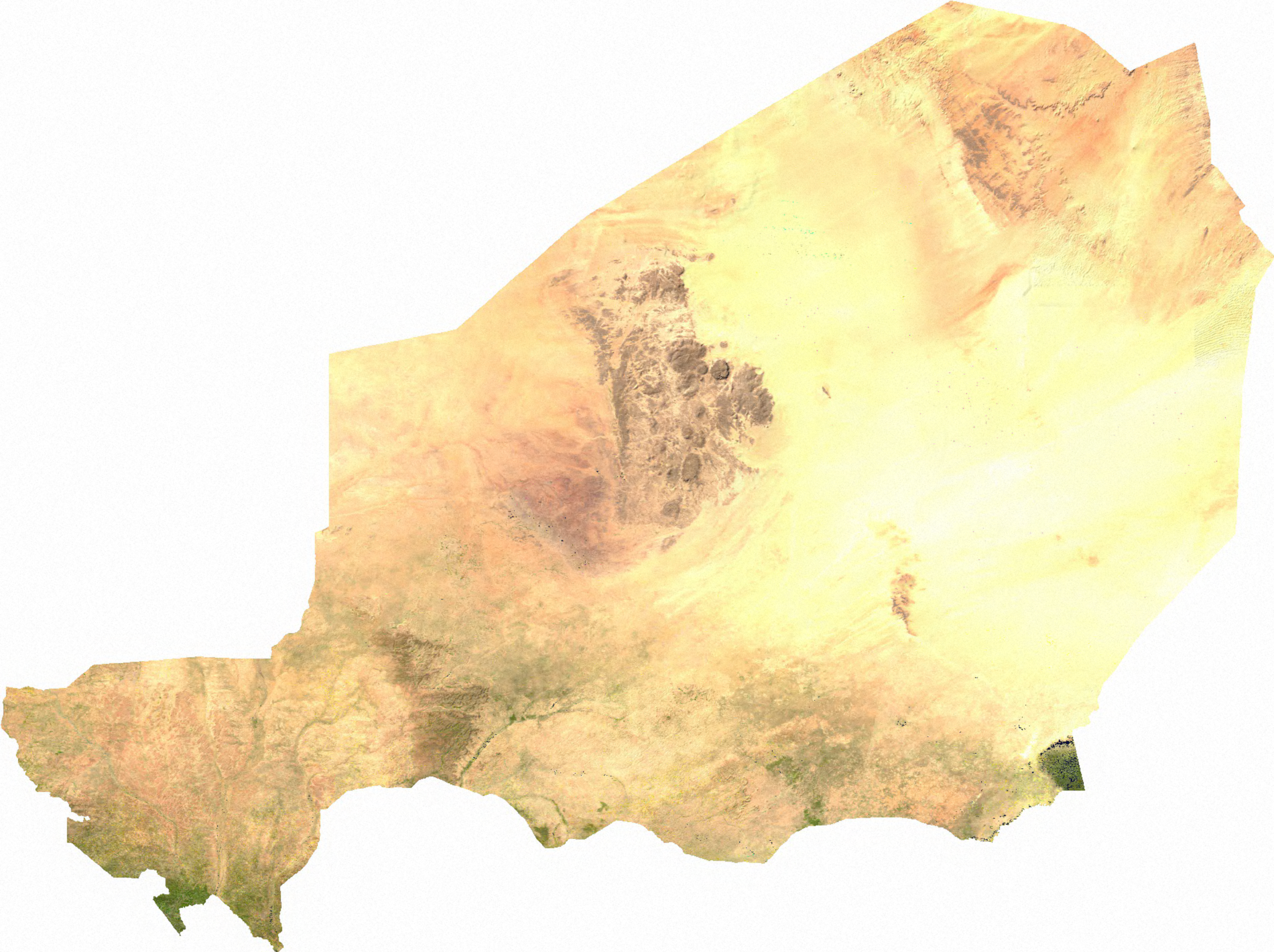
Вид Нігеру з космосу.
Північну частину країни займає пустеля Сахара, посеред якої розташоване кам'янисте плато Аїр. Східна частина Аїру круто обривається до величезної піщаної пустелі Тенере, площею близько 400 тис. км². На північному сході знаходиться плато Джада. Південь країни займає напівпустеля Сахель. На південному заході країни протікає річка Нігер, утворюючи родючу рівнину.

### Географічне положення
Республіка Нігер розташована на північному сході Західної Африки. Межує на півночі з Алжиром і Лівією, на сході — з Чадом, на півдні і південному заході — з Нігерією, на південному заході — з Беніном і Буркіна-Фасо, на заході — з Малі. Не має виходу до моря. Країна розташована між 11° 37′ і 23° 33′ північної широти (1300 км з півночі на південь) і 0° 06′ і 16° східної довготи (2000 км із заходу на схід). Територія Нігеру має площу 1 267 000 км², що робить її найбільшою в Західній Африці.

### Геологія

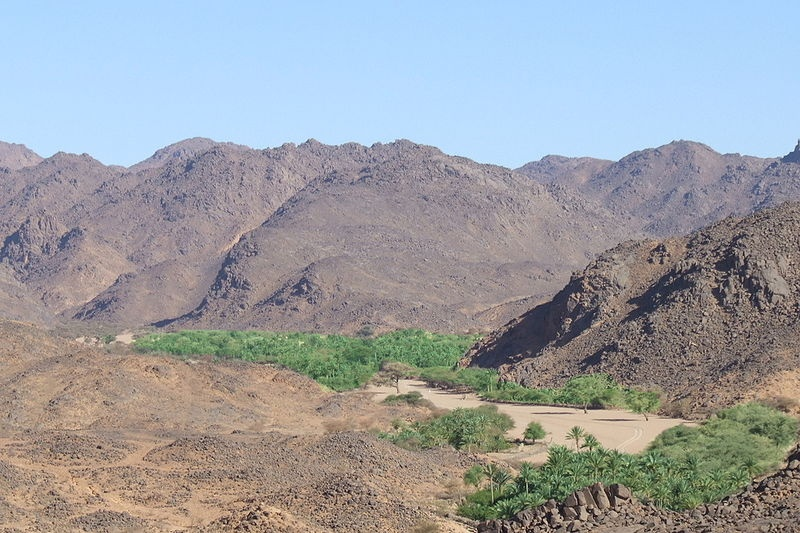
Плато Аїр біля селища Тіміан

Нігер повністю розташований на Африканській платформі, складеній з докембрійських кристалічних порід — гранітів і сланців. Кристалічні породи на більшій частині території перекриті осадовим чохлом різних віків: палеозойського, мезозойського, третинного і четвертинного. Три виходи кристалічних порід на поверхню багаті корисними копалинами. Найбільшим таким виходом є плато Аїр, площею 60 000 км². На правому березі річки Нігер докембрійські породи виходять у вигляді скелястих пагорбів, утворюючи плато Ліптако, що займає 30 000 км². На півдні, поблизу Зіндера, древні породи утворюють дві гряди гранітних пагорбів площею 7 000 км². Гранітні пагорби-останці виходять також у пустелі Тенере і місцевості Кавар. Осадовий чохол у західній, південній та східній частинах країни складений морськими, озерними і континентальними відкладеннями, а в північній частині являє собою потужні товщі пісків. Інтенсивна ерозія і тривалість геологічних процесів привели до вирівнювання на більшій частині території Нігеру.

### Рельєф

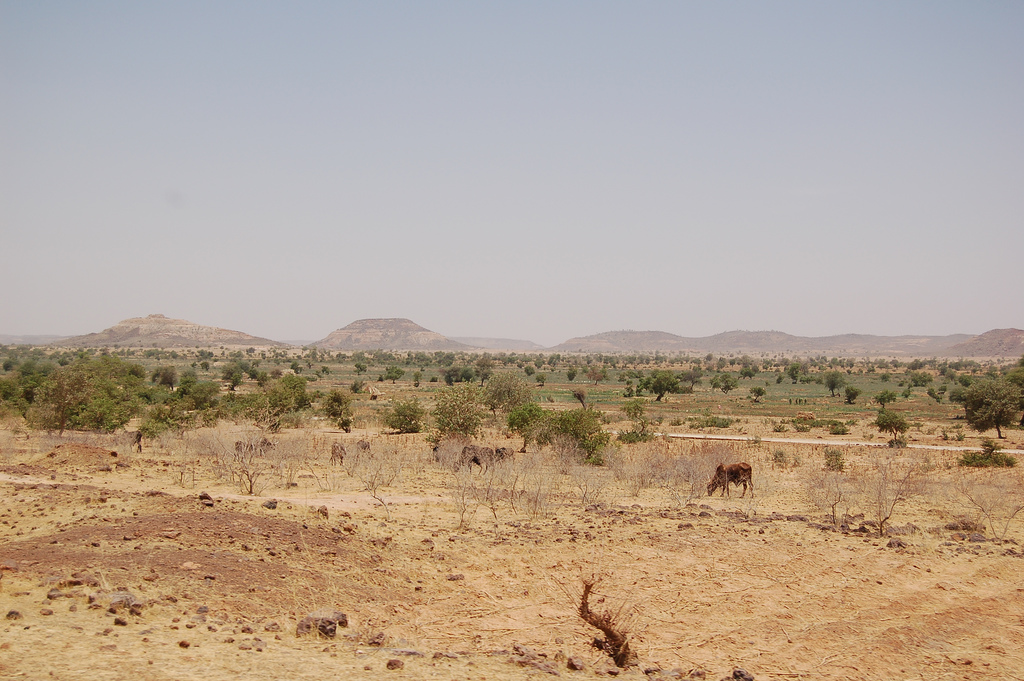
Типовий пейзаж регіону Діффа

У рельєфі країни переважають рівнини з висотами 200—500 м над рівнем моря. На північному заході розташований масив Аїр — система різновисотних плато, що тягнеться на 400 км з півночі на південь і на 250 км із заходу на схід. Найвища точка, гора Багезан, досягає 1900 м. Плато нахилене на захід, густо порізане ваді — сухими руслами річок, що наповнюються в сезон дощів. Східна частина Аїру круто обривається до величезної піщаної пустелі Тенере площею близько 400 000 км². У північній (Тенере-Тафасасет) і центральної частини Тенере, між плато Аїр і Джада, є рухомі піщані дюни. У центрі Тенере є Кавар — стрімчаста місцевість із багатьма оазами. У південній частині Тенере рідкісна трава і чагарники стримують піски і створюють закріплені дюни. На захід від плато Аїр є рівнина талак — пустеля з рухомими дюнами площею 2–3 тис. км². Примикає до Аїру частина рівнини складена глинами і зрошується з ваді в сезон дощів, що робить її хорошим пасовищем для кочівників.
На північному сході розташовані піщанкові плато Джада і Мангені. Східніше, на кордоні з Чадом — плато Афафі і Чигаєв. Ці плато мають обривисті схили, порізані каньйонами і важко доступні для людини. На південному сході є напівпустеля Манга — Висушена улоговина озера Чад. Південь країни займають рівнини з окремими виходами кристалічних порід.

### Корисні копалини

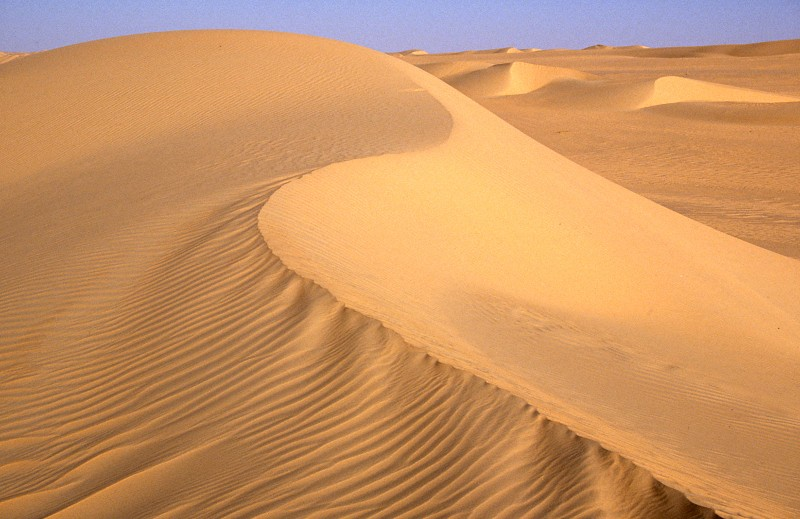
Дюнне море Ерг Більма

Основні родовища корисних копалин розташовані у виходах кристалічних порід на плато Аїр і Ліптако, а також в осадових породах центру і сходу країни. Головним багатством країни є уранова руда, за запасами якої Нігер перебуває на дев'ятому місці у світі (на шостому з видобутку). Розвідані запаси уранової руди (окису урану) оцінюють у 200 000 т. Основні поклади урану розташовані на заході плато Аїр. Видобуток ведеться в містах Арліт і Акута. Пошукові роботи на уран ведуть також на плато Джада, великі запаси виявлені в оазах Кавара, є припущення, що поширення урану в Нігері набагато більше.
Крім урану країна багата й іншими копалинами. На північ від міста Агадес є родовище кам'яного вугілля Ану-Арар, запаси якого становлять близько 6 млн т. Невисока якість вугілля компенсується низькою глибиною залягання (близько 40 м). На сході Нігеру, в осадових породах улоговини Манга та озера Чад є нафтоносні шари. Родовище залізної руди біля міста Сай містить 600—700 млн т сировини. У районі міста Тапоа залягає велике родовище фосфоритів (500 млн т). В околицях селищ Тіміан і Ельмекі видобувають каситерит, що містить вольфрам і тантал, також виявлені родовища у міста Зіндер. Поблизу міста Мальбаза є великі запаси вапняку і гіпсу. В оазах Більма, Фаші та Тегіддан-Тесум розроблені родовища кухонної солі. У відкладеннях річки Сирбу виявлені незначні золоті розсипи.
Окремими геологічними обстеженнями виявлені мідь, ніобій, літій, марганець, кобальт, нікель та інші корисні копалини. Геологорозвідка, вивчення і освоєння надр країни є важливою і перспективною завданням розвитку економіки країни.

### Ґрунти

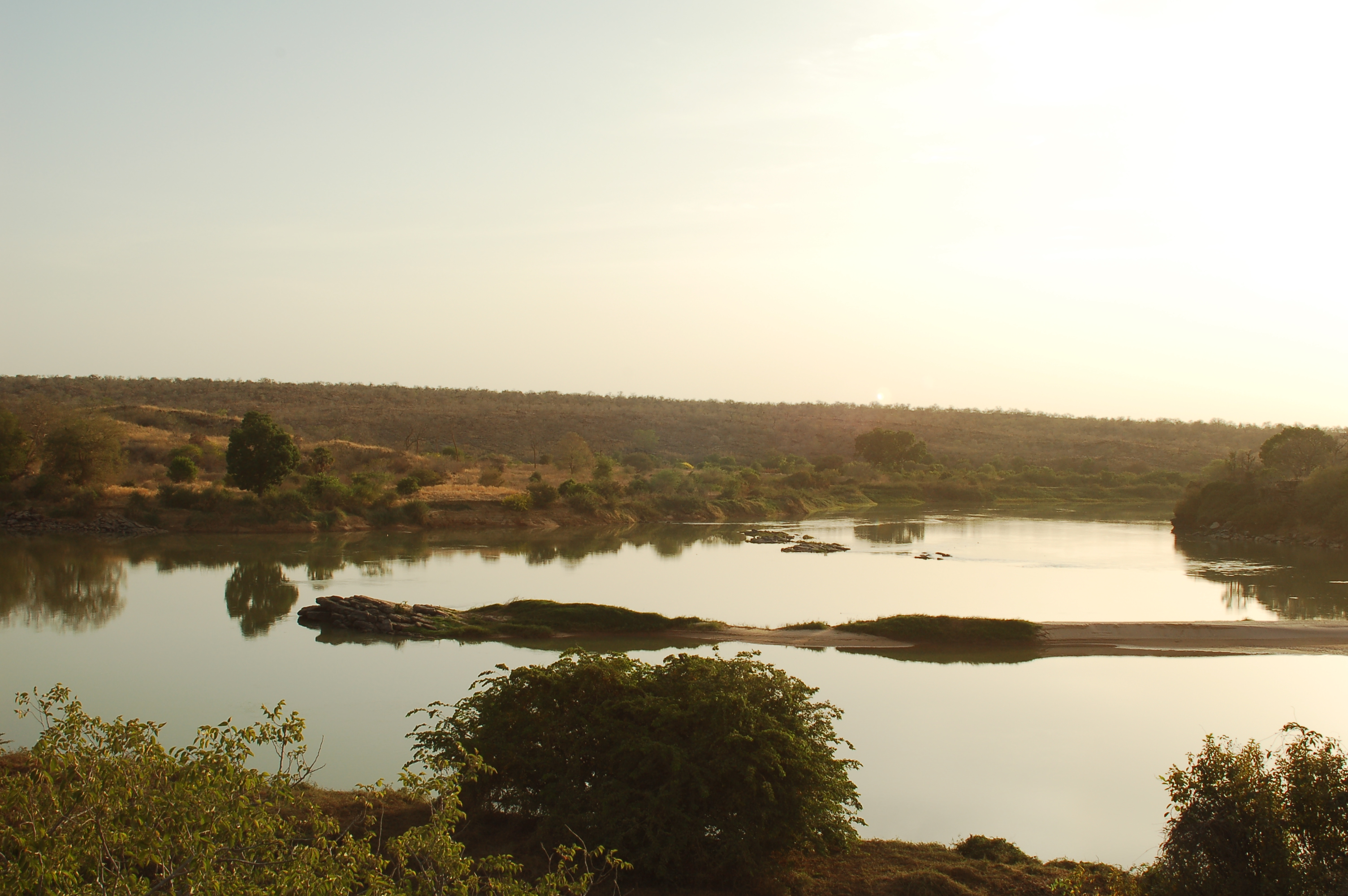
Родючі ґрунти на півдні країни біля річки Нігер

Ґрунти Нігеру досить бідні. На півночі Нігеру, кам'янистих плато і піщаних пустелях ґрунтовий покрив практично відсутня. Тільки на ділянках, де з'являється вода, колючі чагарники і посухостійкі злаки формують примітивні піщані ґрунти. На півдні Нігеру, в Сахелі, поширення ґрунтів залежить від кількості вологи. В основному це червоноземи і піщані ґрунти різної потужності. У піщаних ґрунтах Сахель мало перегною, що робить їх уразливими до вітрової ерозії. На сході країни, в улоговині озера Чад поширені солончаки. У долинах річок, ваді, і западинах, де збирається вода, зустрічаються збагачені алювієм глинясті ґрунти, сприятливі для сільського господарства. Для Нігеру характерний процес деградації та ерозії ґрунтів, що приводить до опустелювання земель, тому боротьба за відновлення та збереження ґрунтів є найважливішим завданням країни.

### Внутрішні води
Основу гідрографічної мережі Нігеру складають річка Нігер із притоками, протікає на південному заході країни, і безстічне озеро Чад із річкою Комадугу-Йобе, розташовані на південному заході. На решті території країни знаходяться лише тимчасові водостоки (ваді), що наповнюються лише в короткий дощовий сезон.

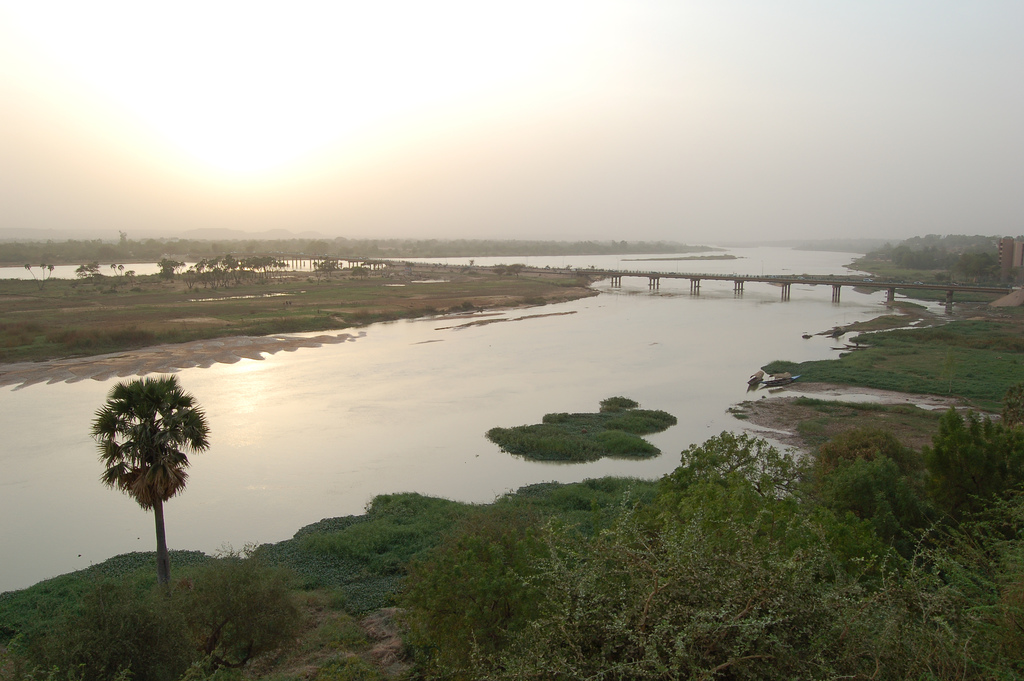
Міст Кеннеді через річку Нігер у Ніамеї

 Річка Нігер, третя за довжиною річка Африки, протікає по території країни близько 600 км, створюючи обширну родючу рівнину, яка є житницею країни. Кордон із Малі річка перетинає відносно небагатоводною, оскільки значно випаровується в пустелях. Протягом 200 км річка проходить через кристалічні породи плато Ліптако. На Нігері розташований Ніамей, столиця країни, де річку перетинає один із нечисленних мостів — міст Кеннеді. Південніше Ніамея русло річки прокладено в щільних пісковиках, де під час паводків широко розливається, досягаючи 5 кілометрів завширшки. На кордоні з Беніном Нігер огинає відроги гірського масиву Атакора, вигини річки, що нагадують букву «W», дали назву розташованому тут національному парку. На території країни Нігер приймає кілька приток, найбільші з них з правого берега: Горуоль, Дарголь, Сирбу, Горубі, Тапоа, Аліборі, Сота і Мекрі. Більшість правобережних приток пересихає в сухий сезон, з грудня по червень. Із закінченням сезону дощів річки перетворюються на ланцюжки озер, де вода зберігається досить довго. З лівого берега в Нігер впадають тільки тимчасові водостоки, найбільші з них — дассоли (ваді) Босо і Маурі.
Озеро Чад і впадаюча в нього велика річка Комадугу-Йобе утворюють річкову мережу сходу країни. Річка Комадугу-Йобе бере початок на території Нігерії, останні 150 кілометрів її течії утворюють природний кордон між Нігером і Нігерією. У сухий сезон річка сильно міліє, в січні настає паводок. Нігеру належать близько 3 тис. кв. кілометрів акваторії озера Чад — одного з найбільших водойм Африки. Площа його змінюється від 10 до 26 тисяч кв. км, а глибина — від 1 до 4 метрів. У липні через інтенсивне випаровування спостерігається спад вод, а в січні рівень води найвищий. Озеро Чад багате рибою, однак берега важкодоступні через рослинності, заболоченості і зміни берегової лінії.
На півночі і в центрі країни присутні тільки тимчасові водостоки, звані ваді, кору, магджіямі і гульня. У липні-серпні, в сезон дощів, за кілька годин вони наповнюються водою, іноді викликаючи повені і змушуючи місцевих жителів селитися на височинах. Після дощів вода затримується в них якийсь час, надаючи руслам важливе значення для землеробства і скотарства. Наприклад, гульня Нмараді має протяжність на території Нігеру 150 кілометрів, що робить його найбільшим тимчасовим водотоком у країні. Підземні води в районах плато Аїр, Джада і Кавар підходять дуже близько до поверхні, породжуючи оази. В інших місцях вони розташовані на глибині до 650 метрів. Через посушливості країни розвідка і використання підземних вод є дуже важливим завданням для країни.

### Клімат

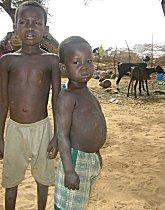
Голодуючі діти в Нігері під час посухи 2005 року.

Загалом Нігер — одна з найспекотніших країн світу. Її клімат обумовлений континентальним положенням, близькістю Сахари й екватора. Середньорічна температура не менше +25 °C, великі середньодобові коливання температур. Ранкова прохолода становить близько +15 °C, а до полудня температура піднімається до +30 °C і вище.
Пори року в Нігері виділяють не за температурою, а за режимом атмосферних опадів. Тут розрізняють три сезони: сухий прохолодний, сухий жаркий і дощовий. Сухий прохолодний сезон, викликаний північним континентальним повітряним потоком із Сахари, триває з листопада до лютого. Температура вночі досягає мінімального значення в +8 °C, вдень піднімаючись до +25…+30 °C. Це найбільш м'яка пора року — розпал туристичного сезону. У сухий жаркий сезон, що триває з лютого до липня, денна температура досягає +40 °C, а нічна — не менше +25 °C. У цей час панує східний вітер — харматтан, який досягає швидкості 10 м/с. Хорматтан часто викликає пилові бурі та курний туман, на кілька днів застеляють навіть південні райони країни. У квітні-травні, а на півночі країни в червні-липні починається сезон дощів. Вітер змінюється на південно-західний, дощі з грозою йдуть по кілька годин на день, викликаючи паводки. Максимум опадів припадає на серпень. Опади розподіляються нерівномірно: на півночі країни, у Сахарі, опади йдуть лише кілька годин протягом 2–3 днів, і випадає близько 20 мм. У деяких районах дощів не буває по кілька років. У центральних районах країни, у Сахарі, середньорічні опади складають 200—250 мм і дощі йдуть два-чотири місяці, однак можуть спізнитися, або випадають дуже мало. Локальні посухи — часте явище. Лише на крайньому півдні, на кордоні з Беніном, щорічно випадає 600—800 мм опадів, а дощових днів у році може бути 65.
Велика частина території Нігеру відноситься до аридної та семіаридної зони. Потенційне випаровування досягає 2000–3000 мм у рік, в кілька разів перевищуючи кількість опадів. Періодично країна стикається з тривалими посухами. Вони спостерігалися в 1910—1915 рр., 1940—1944, 1968—1974, 1984—1985 рр. Всюди знижується рівень ґрунтових вод, пересихають колодязі, страждає землеробство і скотарство.

### Флора

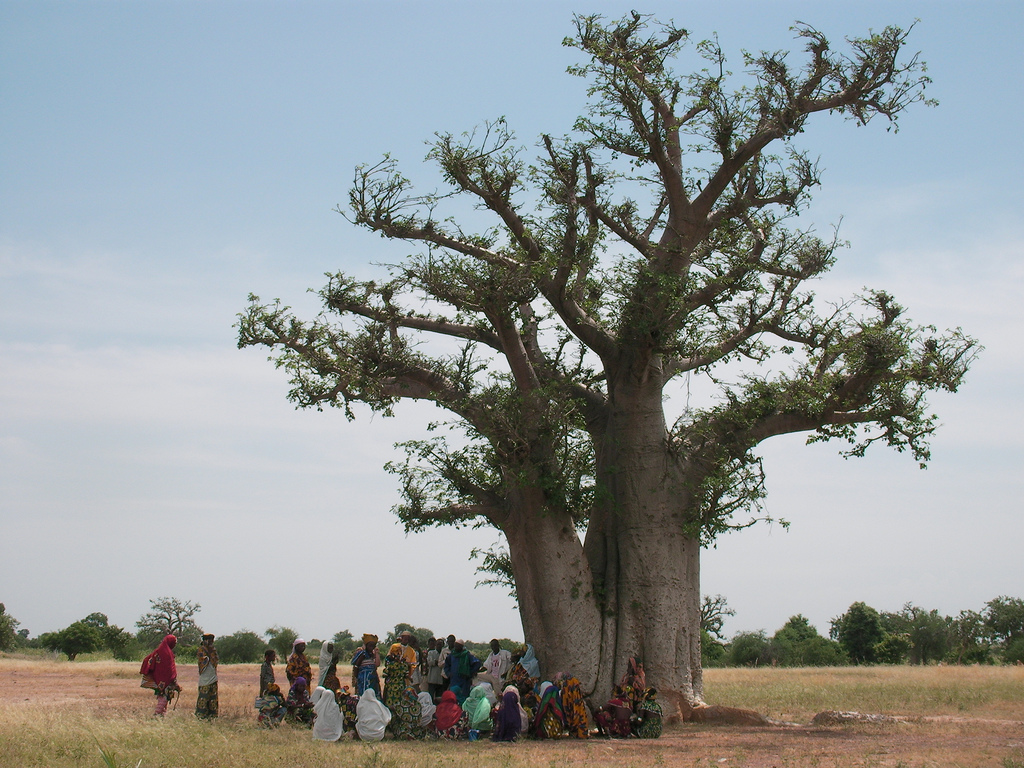
Збори в тіні Баобаба

У зоні пустель і напівпустель рослинний покрив вкрай розріджений. В оазах сходу країни ростуть фінікові пальми. У долинах плато Аїр завдяки близькості ґрунтових вод і тимчасовим водостокам рослинність більш поширена, присутні високі трави, дерева більш численні. Флора саван представлена різноманітними акаціями, низькорослими дикими злаками, полином. Трави і чагарники є основним кормом для верблюдів, овець і кіз. Більшість дерев і чагарників савани втрачає листя на початку сухого сезону. У період дощів савана покривається швидкозростаючою травою висотою до двох метрів: бороданем і слоновою травою. Рослинність напівпустель сильно страждає від випасу худоби і вирубки на паливо. Південь савани краще зрошується в сезон дощів, тому рослинність тут рясніше: ростуть дерево ним, завезене з Індії, сейба, або бавовняне дерево, баобаби, ши. Найбільш багата і різноманітна флора берегів річки Нігер. З дерев тут ростуть манго і папаї, що дають соковиті плоди, акації і пальми. У заплаві річки росте бамбук.

### Фауна
У Нігері мешкає безліч комах, великої шкоди господарству приносять москіти, сарана і терміти. Нігер, інші річки, а також озера багаті рибою. Різноманітні рептилії савани: змії та ящірки, від геконів до великих варанів, в річці Нігер водяться крокодили. З птахів численні страуси, орли, білоголові грифи, шуліки. У південній савані мешкають качки, гуси, кулики, чаплі, журавлі, ібіси, лелеки, марабу. З жовтня по березень у Нігері зимують перелітні птахи з півночі, в тому числі і з Європи. У пустелі водяться антилопи орикс і аддакс, в савані також зустрічаються газелі дама і Корін, гепарди, гієни і шакали. У південній савані, через освоєння людиною, залишилося не так багато місць проживання великих ссавців. Все ж тут можна зустріти жирафів, антилоп, кабанів, левів. Біля озера Чад і на правобережжі річки Нігер кочують два стадія слонів, а в самій річці водяться бегемоти.

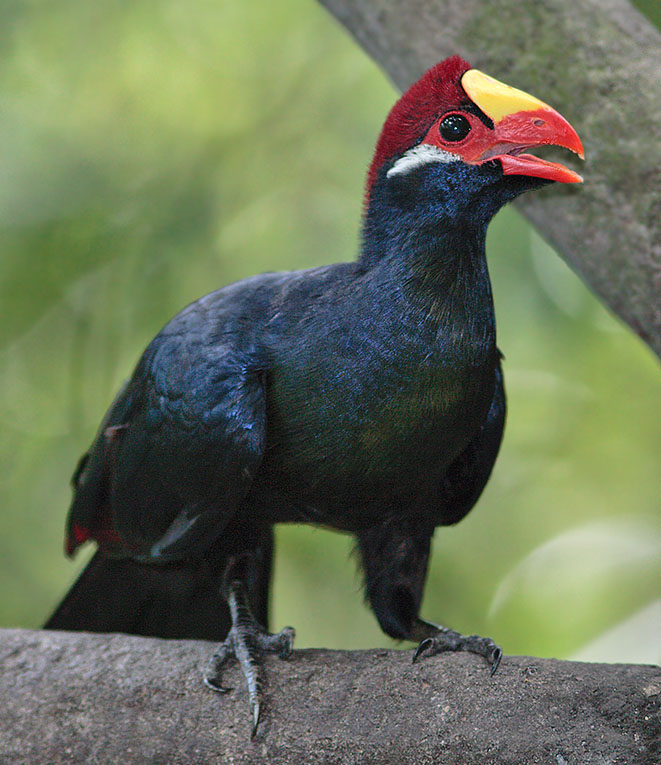
Фіолетовий голоокий турако
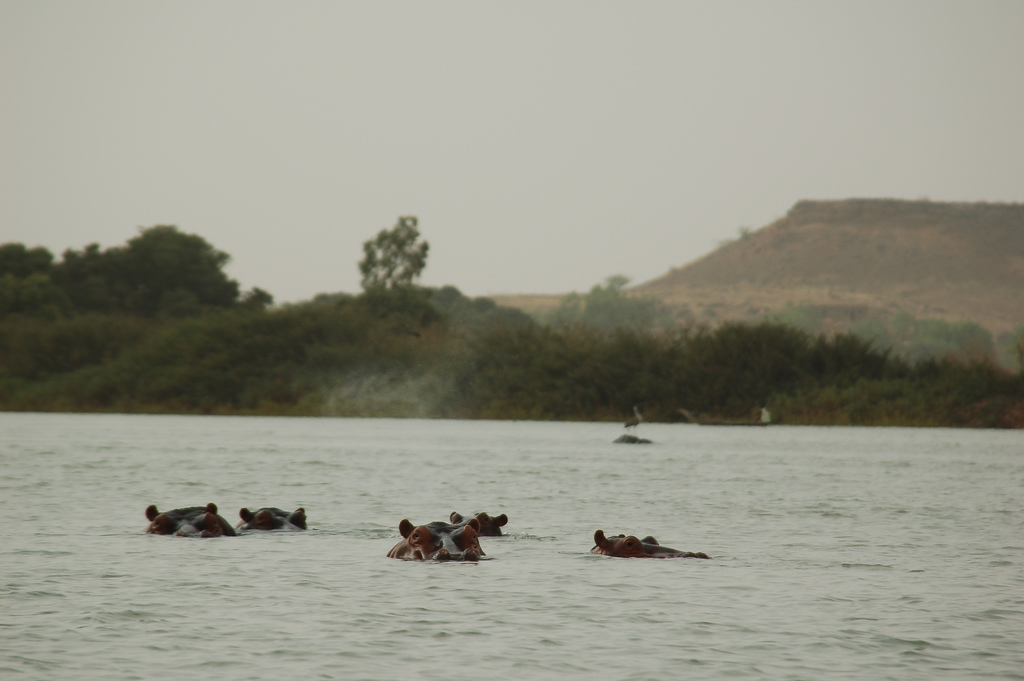
Бегемоти в річці Нігер
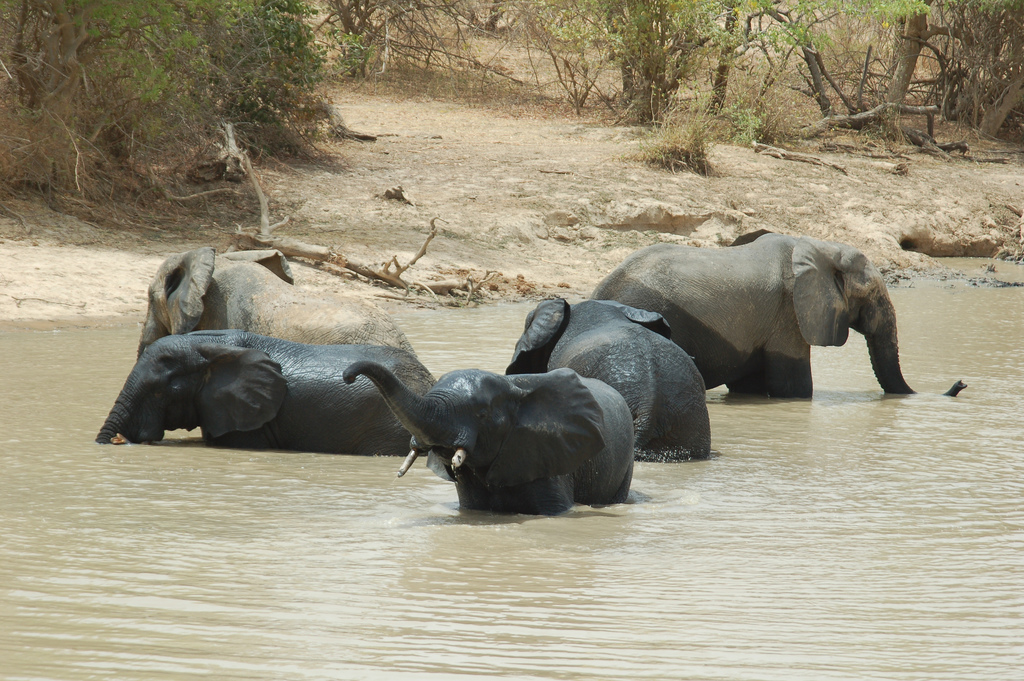
Слони в національному парку «Дубль ВЕ»
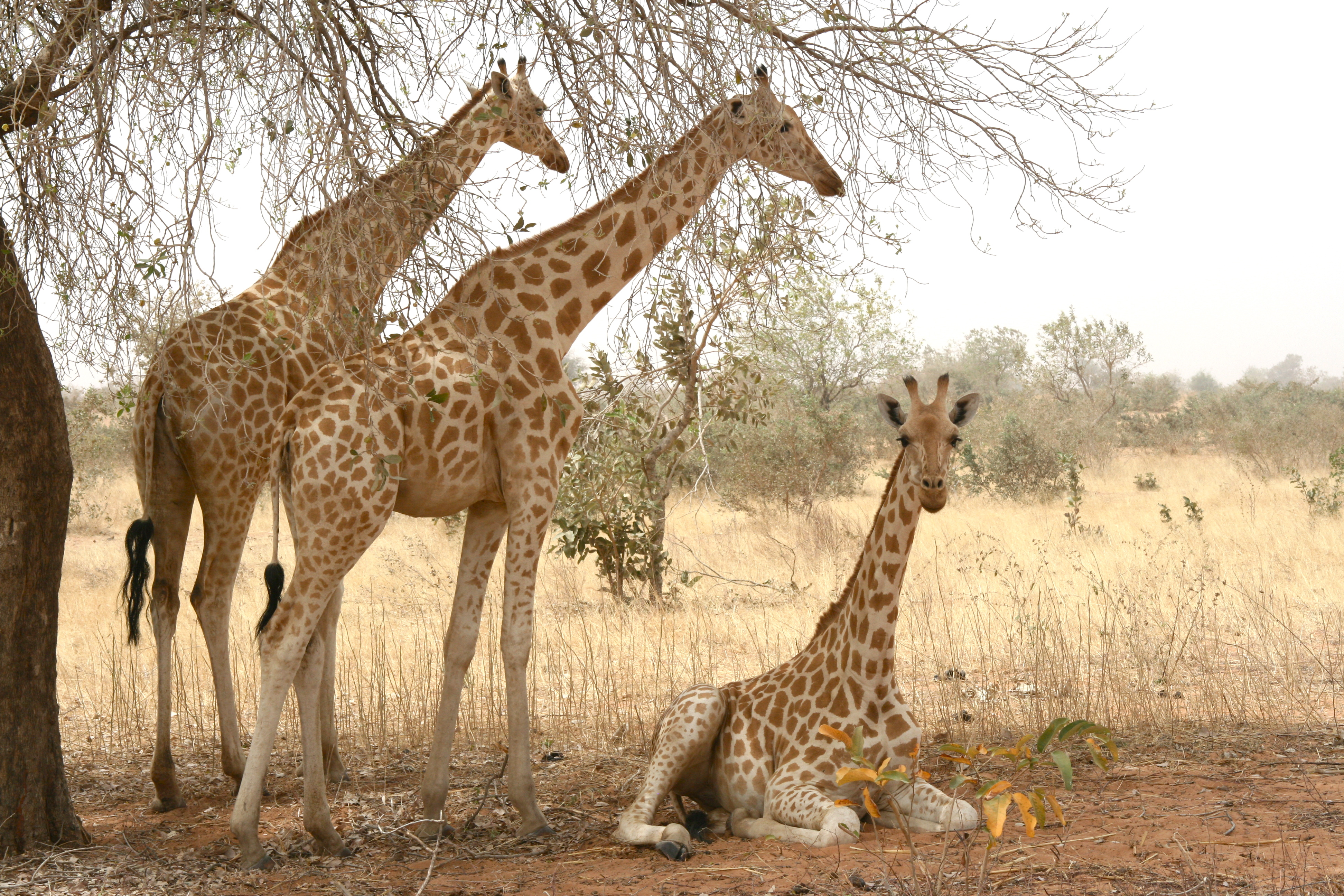
Жирафи
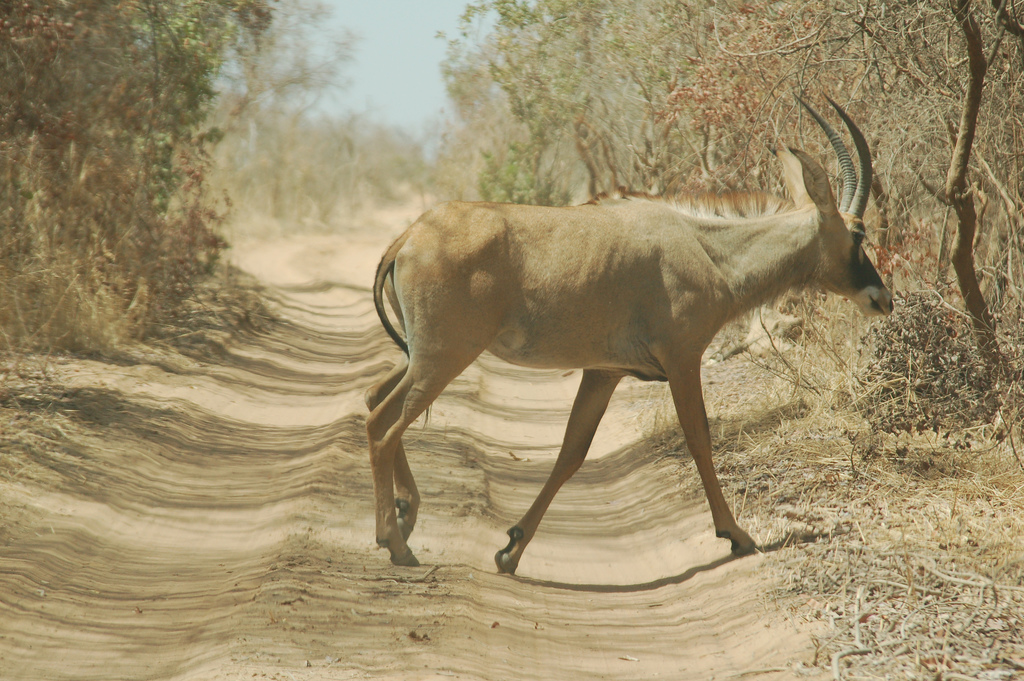
Антилопа в національному парку «Дубль ВЕ»

## Історія

### Доісторичний період
У VIII—VI тис. до н. е. в Нігері існувала кіффійська культура, представники якої були високорослими, мали масивну статуру. У V—III тис. її змінила тенерійська культура, представники якої мали грацільну статуру і відносилися до середземноморського підвиду європеоїдної раси. Тенерійська культура безслідно зникла після висихання Сахари; ймовірно, її уцілілі носії переселились у більш зволожені райони.

### Африканські держави
.

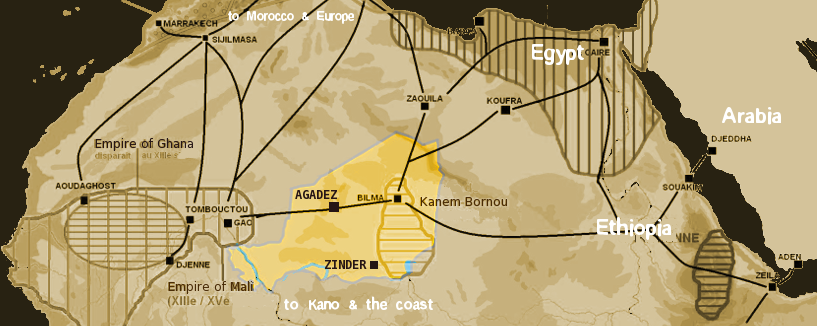
Через територію Нігеру в XV–XVIII ст. проходили караванні торгові шляхи

З VII століття долина річки Нігер входила до складу князівства Сонгаї. До кінця XV століття це князівство зміцніло до статусу царства. Однак у 1591 році Сонгайська держава була завойована армією султана Марокко, при цьому південні регіони, які знаходяться на території сучасного Нігера, зберегли незалежність. Тут виникло князівство Денді на чолі з Аскіем Нухой, правлячим із Лулані; кордон із Марокко проходила на місці сучасного кордону Малі та Нігеру. Згодом князівство Денді розпалося на кілька дрібних князівств, кожним із яких правив нащадок Аскія. У XVIII столітті велика частина території Нігера перейшла під владу туарегів — кочових племен, з VII століття жили на півночі сучасного Нігеру. Вони заснували султанат Агадес і мали комерційну базу в Ніамеї. Туареги не мали централізованого уряду, лише коли збереження їхнього способу життя знаходилося під загрозою, вони об'єднувалися у вільну конфедерацію. Південь нинішнього Нігеру населяли осілі землеробські народи. У долині Нігеру розташовувалися сонгайське князівство Денді і королівство Досо. Східніше знаходилися міста-держави хауса, найбільшими з яких на території Нігеру були Мараді та Дамагарам. Після джихаду фулані і створення халіфату Сокото населення Нігеру держав хауса сильно збільшилося за рахунок біженців із підкорених південних міст.

### Колоніальний період
Першим європейцем, який потрапив на територію Нігеру, був шотландець Мунго Парк, який обстежив річку Нігер у 1805—1806 роках. Генріх Барт і Едуард Фогель здійснили в 1853—1855 роках експедицію від річки Нігер до озера Чад. Вони відвідали Сей, Сокото, Зіндер, Гурі і Борну. У 1870 році територію Нігеру під час подорожі через Сахару в Канемо-Борно перетнув Густав Нахтігаль, відвідавши Більму і Нгігмі. На берлінській конференції в 1884 році Нігер був включений у французьку сферу впливу. При цьому точні межі повинні були визначаться принципом «ефективної окупації». У 1897 році французи відправили місію капітана Казамажу в Зіндер, столицю султанату Дамагарам. Спочатку добре зустрінутий, він був убитий представником однієї з фракцій при дворі султана, який боявся французького впливу. Для покарання Дамагарамців і дослідження області аж до озера Чад була споряджена військова експедиція під командуванням капітанів Пола Вуле і Шарля Шануана. Місія Вуле-Шануана увійшла в історію Нігеру своєю жорстокістю і кровопролитністю, були вбиті тисячі місцевих жителів, безліч хаусанських селищ спалено .

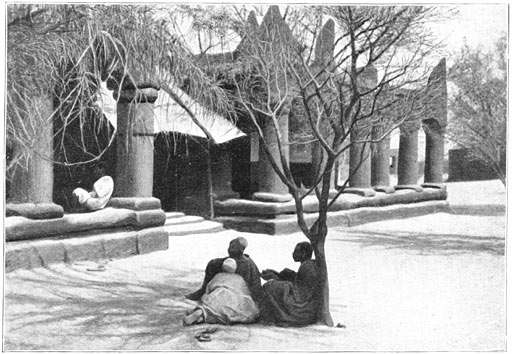
Двір султанського палацу в Зіндер (1906)

У 1900 році французи заснували «військову територію Зіндер», пізніше увійшла до складу колонії Верхній Сенегал-Нігер, яка входила своєю чергою до Французької Західної Африки. У 1905—1906 роках мусульманські проповідники і місцеві султани намагалися чинити збройний опір французам.
З 1920-х років французькі колонізатори активно впроваджували на території Нігеру вирощування різних сільськогосподарських культур, інтенсивно розвивали інфраструктуру (в першу чергу — дорожню мережу) і вербували місцевих жителів для роботи на промислових підприємствах в інших, прибережних колоніях під Французької Західній Африці.
У 1946 році Нігер отримав статус заморської території у складі Французького Союзу. Була створена виборна Генеральна рада — місцевий орган самоврядування. В основному, місця в ньому займали вожді місцевих племен.

### Перша республіка
- 1958 — Нігер став автономною республікою французького Співтовариства.
- 1960 — Здобуття незалежності; парламент обрав Амані Діорі президентом країни.
- 1968–1973 — Сильна посуха — масовий падіж худоби і знищення врожаю.

### Військовий режим
- 1974 — Повалення Хаманн Діора в результаті військового перевороту на чолі з лейтенантом Сейні Кунче (Seyni Kountché).
- 1987 — Кунча помер від раку мозку. На його місце прийшов Алі Сейба (Ali Seybou), керівник збройних сил штату.

### Друга республіка
- 1989 — За новою конституцією Нігер повернувся до цивільного правління, але в країні зберіглася однопартійна система. Сейба обраний президентом.
- 1990 — Сейба ввів багатопартійність після хвилі страйків і демонстрацій.
- 1990 — на півночі почалося повстання туарегів.
- Липень 1991 року — Конституційний форум позбавив Сейбу його повноважень і сформував перехідний уряд, на чолі якого став Андре Саліф (Andre Salifou).

### Третя республіка
- 1992 — за новою конституцією в країні започатковані багатопартійні вибори.
- 1993 — президентом обрано Махаман Усмана (Mahamane Ousmane). Його коаліція — Alliance of the Forces of Change — отримала більшість місць у парламенті.
- 1995 — між урядом і Революційними Збройними силами туарегів у пустелі Сахара (Tuareg's Revolutionary Armed Forces of the Sahara) укладено перемир'я.

### Четверта республіка
У січні 1996 року в Нігері здійснено другий військовий переворот на чолі з полковником Ібрагімом Барі Маінассарой. Президент Махаман Усман був вигнаний із країни. У травні 1996 року на референдумі прийнята нова конституція, яка надала президентові додаткові повноваження, а також обмежила політичну діяльність у країні. У липні 1996 року Маінассара переміг на президентських виборах. Самі вибори пройшли з порушеннями: всі інші кандидати були посаджені під домашній арешт. Маінассару критикували за репресивні дії, на нього було вчинено кілька замахів.

### П'ята республіка
- Квітень 1999 р. — майор Дауда Малам Ванке (Daouda Wanke) успадкував президентську владу після вбивства Маінассари його охоронцями.
- Серпень 1999 р. — нова конституція, схвалена на референдумі, відновила баланс між законодавчою і виконавчою гілками влади.
- Жовтень-листопад 1999 — президентом обрано Танджа Мамаду (Tandja Mamadou); його партія — Національне Рух за Товариство в Розвитку (the National Movement for the Society in Development) отримала більшість місць у парламенті.
- Січень 2001 р. — в Нігері заборонено полювання на ряд тварин, у тому числі левів і жирафів.
- 2004 р. — Танджу Мамаду обрано президентом на другий термін.

### Шоста республіка та конституційна криза
У серпні 2009 року Танджа Мамаду ініціював референдум, на якому були прийняті поправки до конституції, які зняли обмеження на кількість термінів переобрання глави держави та надали йому додаткові повноваження. Поправки були прийняті, незважаючи на протести опозиції. Конституційний суд, який визнав їх незаконними — розпущений. Також було розпущено парламент. У країні наростало невдоволення президентом. 18 лютого 2010 року військові Нігеру здійснили державний переворот. Було оголошено про створення Вищої ради з відновлення демократії, припинено дію конституції країни, розпущені інститути влади, введено комендантську годину, закриті кордони і повітряний простір країни. Президент Мамаду Танджа захоплений і вивезений в одну з казарм. Майор Салу Джибо був оголошений главою військової хунти, яка повинна була організувати законні президентські вибори. Військові пообіцяли, що ніхто з них або з членів тимчасового уряду не буде брати участь у виборах.

### Сьома республіка
31 жовтня 2010 року на конституційному референдумі 90,19 % голосів при 52,02 %-й явці була прийнята нова конституція, яка проголосила сьому республіку. Президентські вибори разом із парламентськими пройшли 31 січня 2011 року, 12 березня пройшов їх другий тур. Новим президентом Нігеру став Махамаду Іссуфу. 7 квітня 2011 року пройшла інавгурація, в ході якої Салу Джибо передав владу законно обраному президенту. У липні 2011 р. мала місце спроба чергового державного перевороту.
26 липня 2023 року останній Президент Нігеру Мохамед Базум був усунутий з цієї ж посади внаслідок його арешту Президентською гвардією, що є частиною військового перевороту 2023 року.

## Політичний устрій

### Державний лад
Державний лад Нігеру — республіка. Глава держави — президент Махамаду Іссуфу (з 7 квітня 2011 р.).
Парламент — однопалатна Національна Асамблея (113 депутатів, яких обирає населення на 5-річний термін).
Конституцією Нігеру (ст. 167) визнаються традиційні вожді як носії звичаєвого права.
Проте, через переворот відбулось скасування визнання Конституції Нігеру, призупинення роботи державних установ, закриття кордонів країни і загальнонаціональну комендантську годину з 22:00 до 05:00 за місцевим часом до подальшого повідомлення.

### Політичні партії
Політичні партії за підсумками парламентських виборів у січні 2011:
- Нігерська партія за демократію і соціалізм (Тарайя) — 39 депутатів
- Національний рух за суспільство розвитку (Нассар) — 26 депутатів
- Нігерський демократичний рух за африканську федерацію (Моден / Лумана) — 24 депутати
- Нігерський альянс за демократію і прогрес (Заман Лахія) — 8 депутатів
- Об'єднання за демократію і прогрес (Джамаа) — 7 депутатів
- Союз за демократію і республіку (Таббат) — 6 депутатів
- Демократичний і соціальний конвент (Рахама) — 2 депутата
- Союз незалежних нігерців — 1 депутат
- Соціал-демократичне об'єднання (Гаскія, або Ґаскія) — 0 депутатів

### Збройні сили

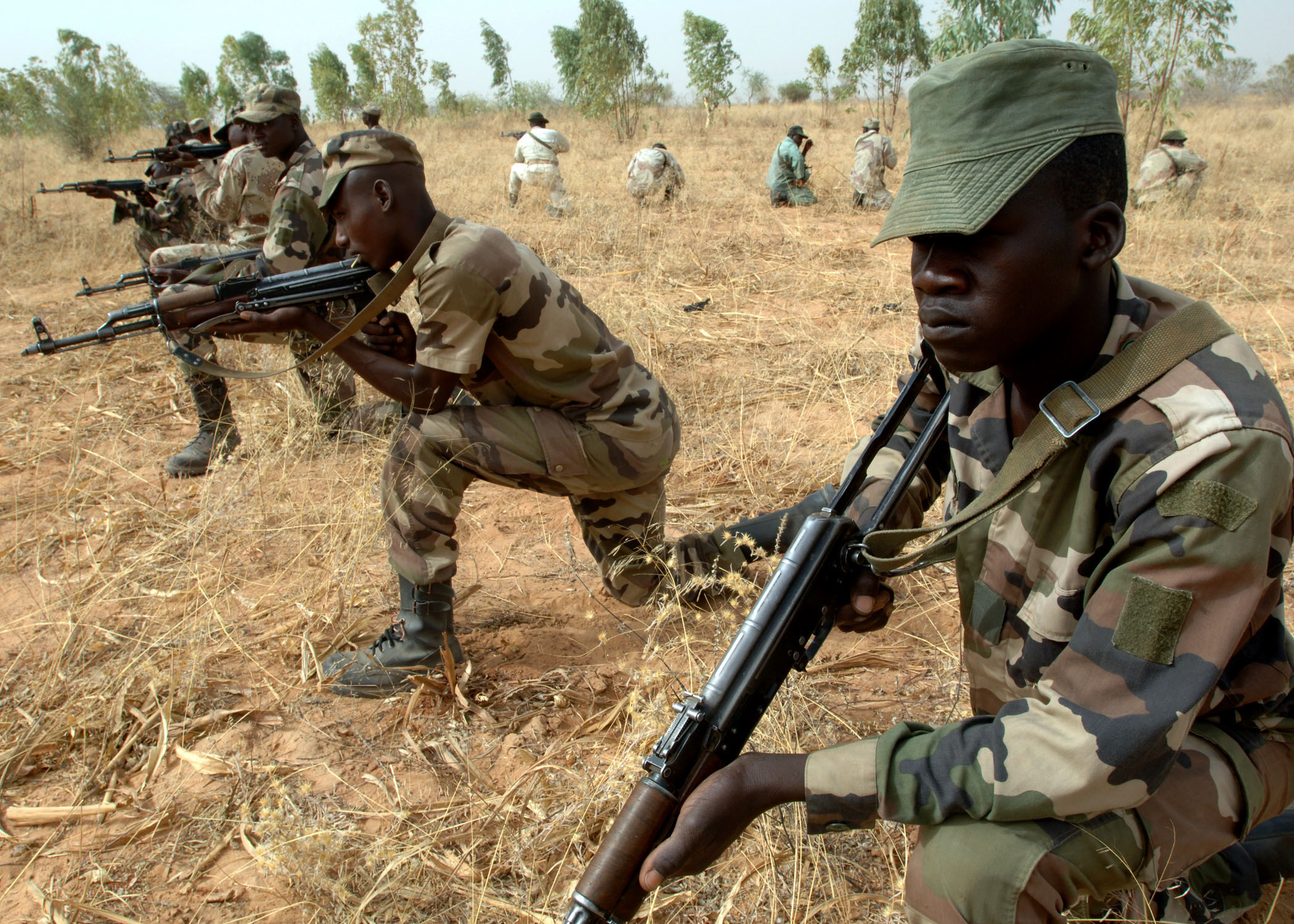
Солдати збройних сил Нігеру на навчаннях

Збройні сили Нігеру (Forces Armees Nigeriennes, FAN) налічують 5 300 осіб регулярного складу, і близько 5 400 обслуговчого персоналу. Діє вибірковий призов на військову службу. Призивають неодружених чоловіків 17–21 років на 2 роки, жінки можуть за бажанням служити в санітарних частинах. На військові потреби витрачають 1,1–1,3 % ВВП, що є порівняно низьким показником.

## Адміністративно-територіальний поділ
В адміністративному відношенні поділяється на столичний округ Ніамей і 7 регіонів, які поділяються на 36 департаментів. Департаменти складаються з міських і сільських комун.
| № | Регіон    | Адміністративний центр | Площа, км² | Населення, (2001), чол. | Густота, чол./км² |
| - | --------- | ---------------------- | ---------- | ----------------------- | ----------------- |
| 1 | Агадес    | Агадес                 | 634 209    | 313 274                 | 0,49              |
| 2 | Діффа     | Діффа                  | 140 216    | 329 658                 | 2,35              |
| 3 | Досо      | Досо                   | 31 002     | 1 479 095               | 47,71             |
| 4 | Зіндер    | Зіндер                 | 145 430    | 2 024 898               | 13,92             |
| 5 | Мараді    | Мараді                 | 38 581     | 2 202 035               | 57,08             |
| 6 | Ніамей    | Ніамей                 | 670        | 674 950                 | 1007,39           |
| 7 | Тахуа     | Тахуа                  | 106 677    | 1 908 100               | 17,89             |
| 8 | Тіллабері | Тіллабері              | 89 623     | 1 858 342               | 20,74             |
|   | Всього    |                        | 1 186 408  | 10 790 352              | 9,09              |

## Населення

### Демографія
- Чисельність населення —24 206 644 осіб (оцінка на липень 2020).
- Річний приріст — 3,7 % (у 2010, 1-ше місце в світі);
- Народжуваність — 51,1 на 1000 (фертильність — 7,7 народжень на жінку, найвищий рівень у світі);
- Смертність — 14,5 на 1000;
- Середня тривалість життя — 52 роки у чоловіків, 54 роки в жінок;
- Дитяча смертність — 115 на 1000 (3-тє місце в світі).
- Зараженість вірусом імунодефіциту (ВІЛ) — 0,8 % (оцінка на 2007 рік).
- Грамотність населення — близько 28 % (43 % чоловіків, 15 % жінок, оцінка 2005 року).
- Міське населення — 16 % (в 2008).

Нігер — держава з наймолодшим населенням на планеті. Перераховуючи цікаві факти про країни світу, можна відзначити, що близько 50 % людей, що проживають у Нігері, є молодшими 15 років.

### Національний склад

Карта розселення народностей Нігеру
хауса
джерма
туареги
фульбе
канурі
тубу
араби
гурма

Нігер — багатонаціональна держава. По території країни проходить межа розселення європеоїдної і негроїдної рас. Понад 90 % населення країни належать до негроїдної раси. Туареги, що проживають на півночі — до середземноморському типу європеоїдної раси. Фульбе є змішаним народом.
Більшість населення Нігера (55,4 %) складають хауса, населяють південь країни вздовж кордону з Нігерією.

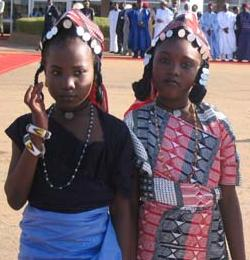
Дівчата народу джерма.

Дуже численні сонгаї, разом із родинними їм джерма, денді, курт і вого, складають 21 % населення Нігеру. Крім Нігеру багато сонгаїв проживають у сусідньому Малі, а Денді — у Беніні. У Нігері сонгаї і джерма займають західну частину країни, долину річки Нігер. Джерма складають більшість населення Ніамея. У минулому Джерма славилися військовим мистецтвом, досі у них високий престиж військової аристократії. У Досо знаходиться резиденція джермакоя — традиційного предводителя всіх джерма . Під час колоніалізму джерма допомагали французам придушувати повстання інших народів. Джерма і Сонгаї більш інших народів сприймають західну культуру.
Туареги складають 9,3 % населення країни. Вони населяють в основному північ країни, регіон Агадес, прикордонні з ним департаменти інших регіонів, а також долину річки Нігер. Туареги проживають також у сусідніх із Нігером Малі, Алжирі та Лівії. Багато туарегів ведуть кочовий спосіб життя, займаються, в основному, тваринництвом. У Нігері туареги з'явилися з X століття, будучи витіснені арабами з Північної Африки. Туареги об'єднані в конфедерації племен, великим авторитетом користується військова аристократія, яка обирає зі своїх лав вождів племен і конфедерацій, а також султана Лепехи — традиційного главу всіх туарегів Нігеру.
Фульбе (фулані на мові хауса) розселені серед інших народів Нігеру і становлять 8,5 % населення країни. Поширені по всій Західній Африці, фульбе мають репутацію професійних пастухів. Вони селяться серед землеробських народів, особливо серед хауса, і беруть у них худобу на випас, обмінюючи продукти тваринництва на землеробські товари. Фульбе ведуть кочовий і напівкочовий спосіб життя. Осілі фульбе поєднують скотарство із землеробством, повертаючись у рідні села до збору врожаю.
Канурі і споріднені їм манга становлять 4,7 % населення Нігеру. Вони проживають на південному сході країни, в регіоні Діффа, поблизу озера Чад. Велика частина канурі живе в Нігерії та Чаді. У середньовіччі вони були творцями держав Канемо і Борно. Сучасні місця розселення канурі зайняли в результаті численних міграцій, при цьому різні їх групи пам'ятають місце свого походження. В основному канурі — хлібороби, але деякі племена займаються і тваринництвом, ведучи напівкочовий спосіб життя. З ремесел найбільш поширене виготовлення виробів із шкіри.
Тубу складають основу скотарського населення сходу країни — вона розселені в оазах Джада, Кавар і плато Терміт. На відміну від інших кочівників Нігерк, туарегів і фульбе, тубу належать до негроїдної раси. Їх іменують «чорними кочівниками Сахари». Більшість тубу проживають у Чаді та Лівії, в Нігері їх близько 40 тис. осіб (0,4 % населення). Традиційним вождем Нігера тубу є султан Кавара. Тубу ведуть кочовий і напівкочовий спосіб життя, розводять верблюдів і кіз. Осілі в оазах тубу володіють фініковими пальмами і соляними промислами, а також вирощують ячмінь, просо і пшеницю. Багато тубу також займаються караванної торгівлею.
Араби в Нігері нечисленні, їх проживає близько 40 тисяч осіб (0,4 % населення). Більшість належить кланам Улед Сліман, Шоа і Канемо. У Нігер вони мігрували на початку XX століття, оселившись у прикордонних із Лівією районах, а також на південному заході країни. У Нігері проживає також 5–6 тисяч європейців, в основному французи. Більшість із них — викладачі та технічні фахівці, що працюють у країні певний термін. Найбільші групи європейців проживають у Ніамеї та інших великих містах.
Державна мова — хауса. В 2025 році влада країни понизила французьку до статусу робочої. 

### Релігія
Іслам суннітського спрямування сповідують 80 % населення, аборигенні культи і християнство — 20 %.
Більшість християн — католики, але є невеликі громади баптистів, методистів та парафіян Асамблей Бога.

## Економіка
Переваги: величезні запаси урану. Наприкінці 90-х рр. відкриті родовища нафти і газу.
Слабкі сторони: залежність від іноземної допомоги. Зростання боргів після падіння цін на уран у 80-ті рр. Лише 3 % землі придатні для сільського господарства. Нерозвинена інфраструктура, часті посухи, нестабільність.
Природні ресурси — родовища урану, залізної руди, фосфоритів, вугілля, олова, вольфраму, танталу, молібдену, золота, марганцю.
Нігер — одна з найбідніших країн світу. ВВП на душу населення в 2009 році — 700 дол (222-ге місце в світі). Нижче межі бідності — близько 60–70 % населення. Країна має найнижчий у світі індекс розвитку людського потенціалу.
Нігер — аграрна країна з економікою, що розвивається уранодобувної промисловістю. Видобування уранової руди, каситериту. Кочове скотарство. Ремесла. Підприємства з переробки сільськогосподарської сировини. Рибальство. Вирощують цукрову тростину, арахіс, сорго, бавовник, просо, маніок.

### Добувна промисловість

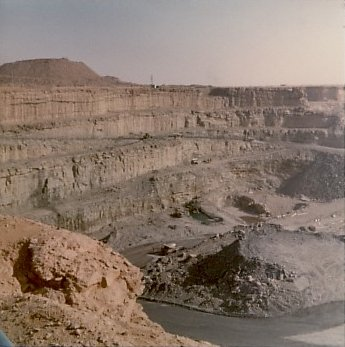
Урановий кар'єр у міста Арліт.

Видобуток урану є важливою галуззю економіки країни. Поклади уранової руди були виявлені зовсім випадково французькою комісією з атомної енергії в 1958 році. Обстеження і оцінка родовища в Арліт, проведені в 1966 році, підтвердили можливість економічного використання родовищ, і в 1971 році Нігер відправив на експорт першу партію уранової руди в 400 тонн. Обсяг видобутого урану постійно збільшувався, досягнувши 4,5 тисяч тонн у 1980 році, при цьому Нігер вийшов на друге місце в світі з видобутку урану, а доходи від його експорту склали до 50 % державного бюджету. У 1980-х роках трапився урановий крах — зниження світового попиту разом із надмірністю виробництва в інших країнах призвели до падіння світових цін. Видобуток урану в Нігері знизився до 2 тисяч тонн на початку 1990-х роках. До 1990 року країну покинули до 80 % іноземців, більшість із яких було пов'язане з видобутком урану. В даний час уранова галузь повільно приходить до тями, річний видобуток уранової руди перевищила 3,5 тисяч тонн, а відповідна частка доходів держави зросла до 8 %.

### Транспорт

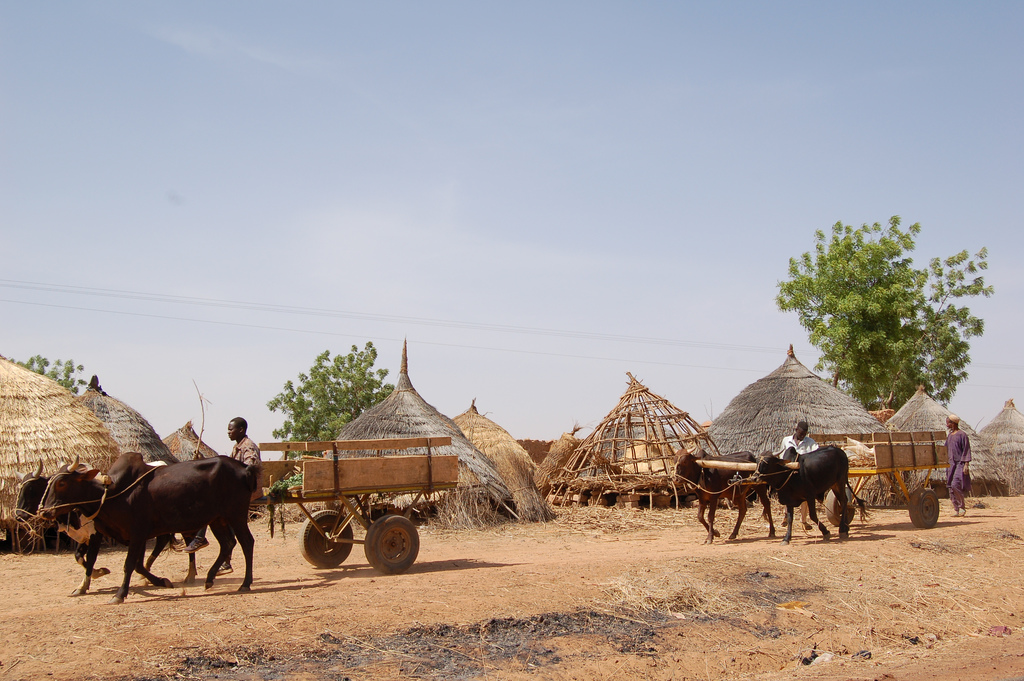
Гужові вози в регіоні Діффа.

Залізниць у Нігері немає. Експортні та імпортні товари везуть автомобільним транспортом до міст Параку в Беніні і Кано в Нігерії, а звідти — залізницею до портів Котону і Лагосу. Будівництво залізниць і забезпечення виходу до моря — найважливіше завдання розвитку транспорту в Нігері. Існують проєкти продовження залізничних гілок із Беніну, з Нігерії, а також будівництва транссахарської і транссахельської залізниць.

### Зовнішня торгівля
Експорт (0,4 млрд дол): уранові концентрати, бавовна, живу худобу, шкіри, шкури, арахіс.
Основні покупці товарів із Нігеру (в 2008 році) — Японія 80,8 %, Нігерія 8,5 %, Франція 2,9 %.
Імпорт (0,8 млрд дол): продовольчі товари, продукція машинобудування та хімічної промисловості, транспортне обладнання, нафтопродукти, промислові товари.
Основні постачальники — Франція 16,9 %, Китай 11 %, Алжир 9,7 %, Нігерія 7,5 %, Французька Полінезія 6,6 %, Бельгія 4,3 %.
Входить у міжнародну організацію країн АКТ.

### Туризм
Щорічно країну відвідують понад 60 тис. осіб (дані 2006 року) 36 тис. (60 %) — з інших країн Африки; 17 тис. європейців, в основному французів.
Вартість перебування в Ніамеї становить $ 128 на добу, за межами столиці вона значно нижче. Для отримання візи необхідні щеплення від жовтої гарячки і холери.

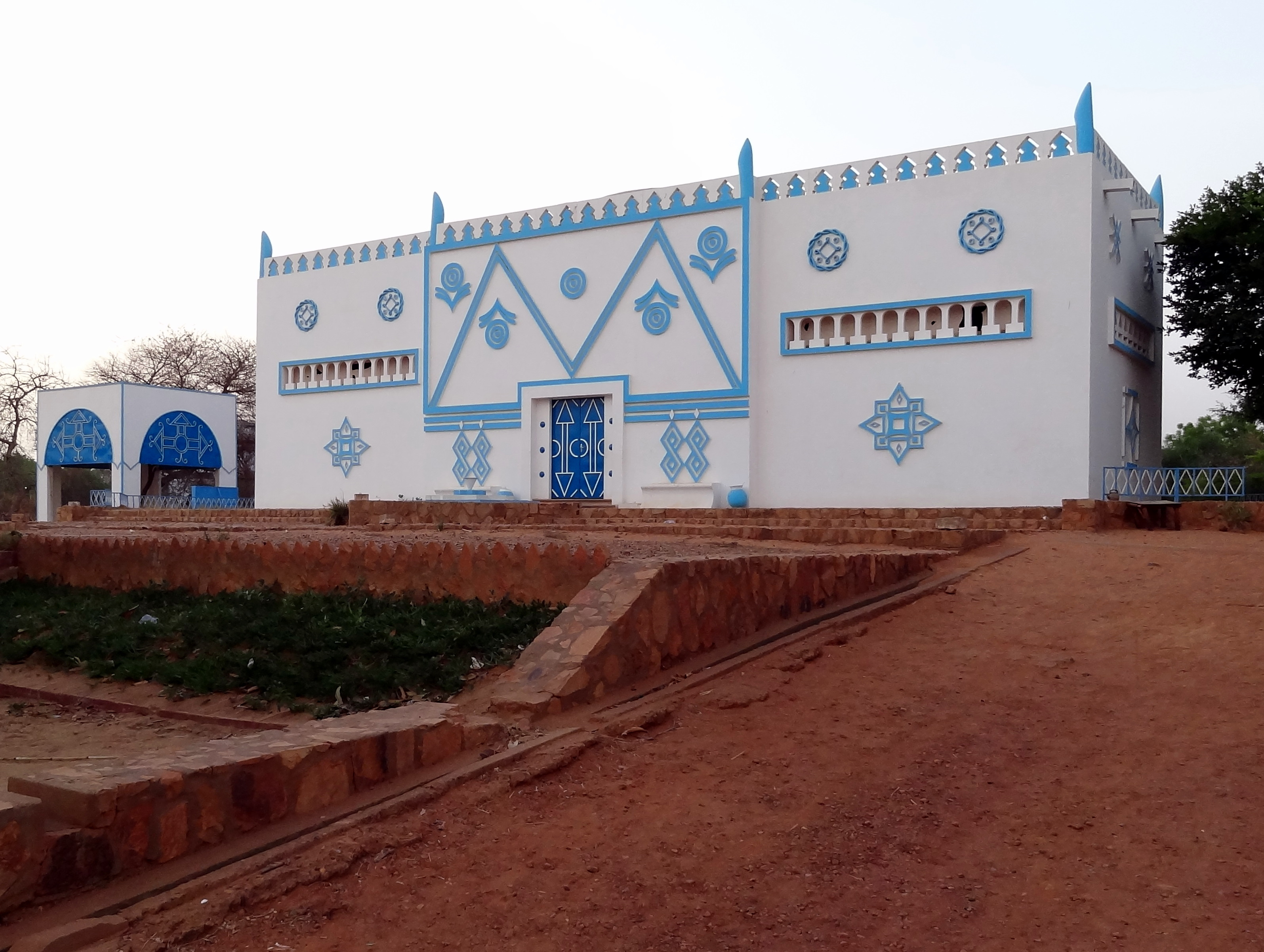
Національний музей Нігеру
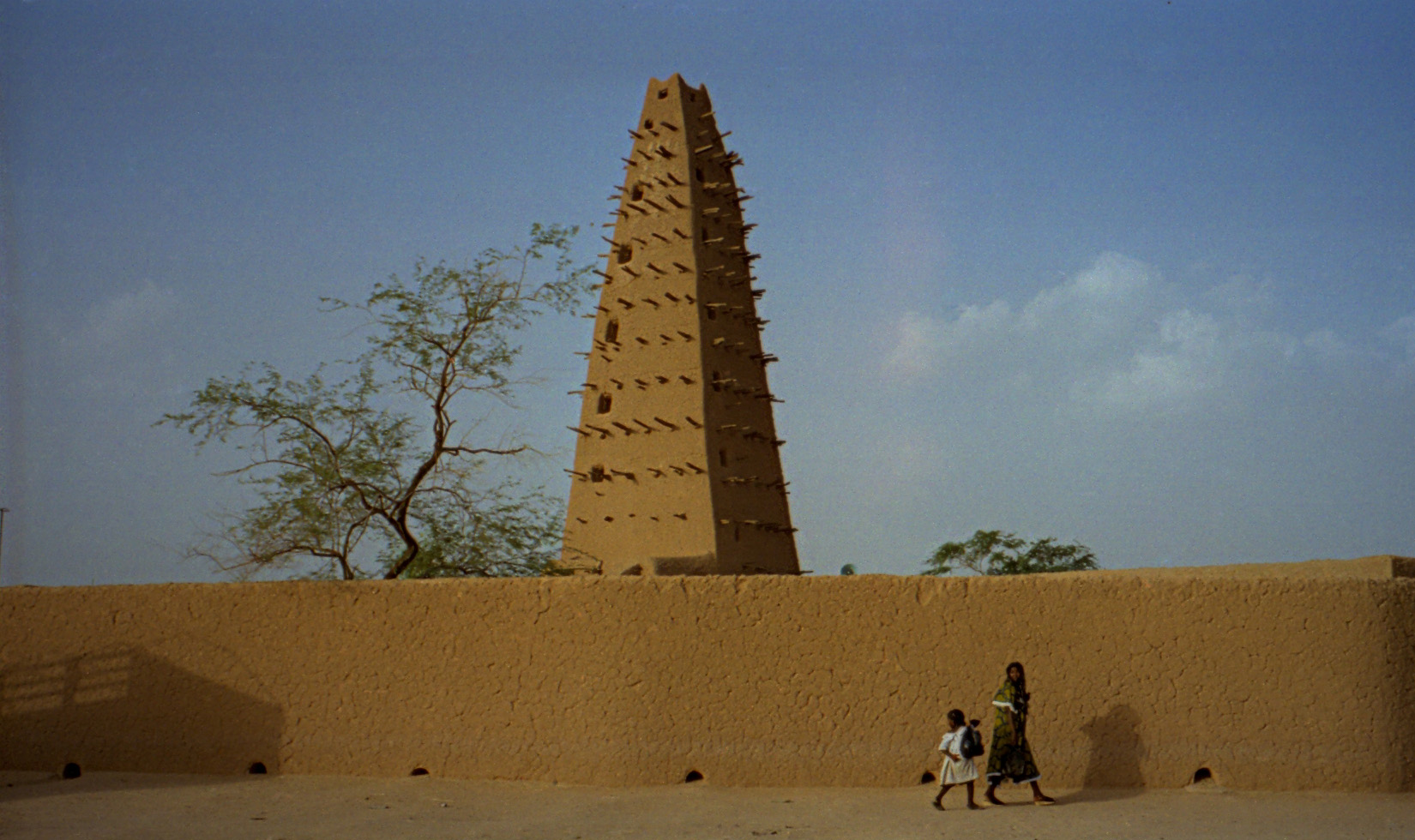
Глиняна мечеть в Агадес
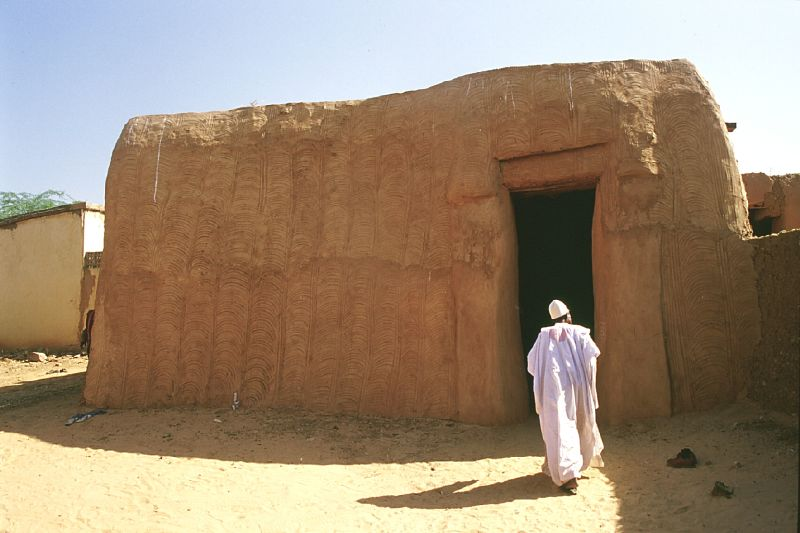
Традиційний будинок в місті Зіндер
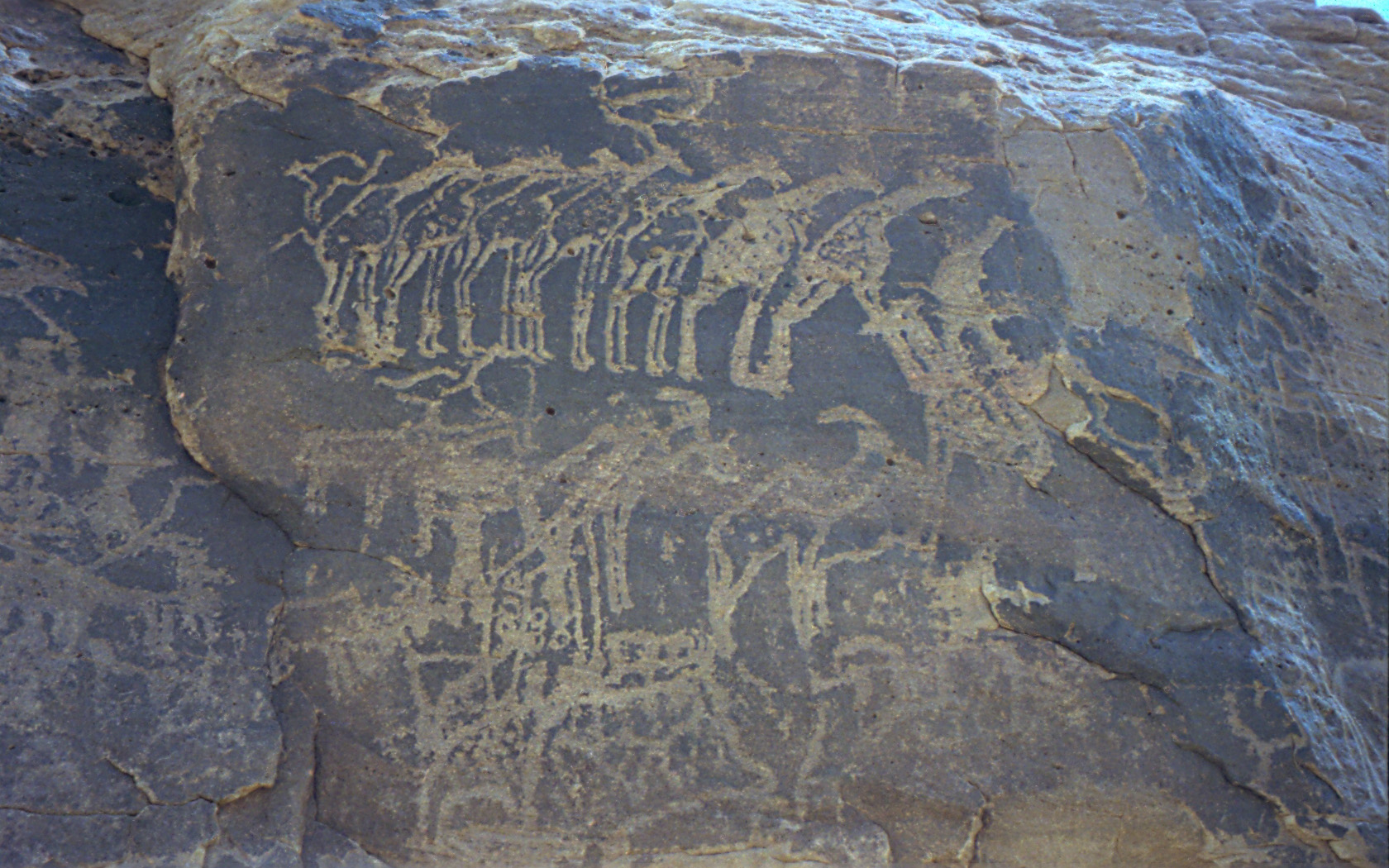
Петрогліфи в Сахарі

#### Архітектура

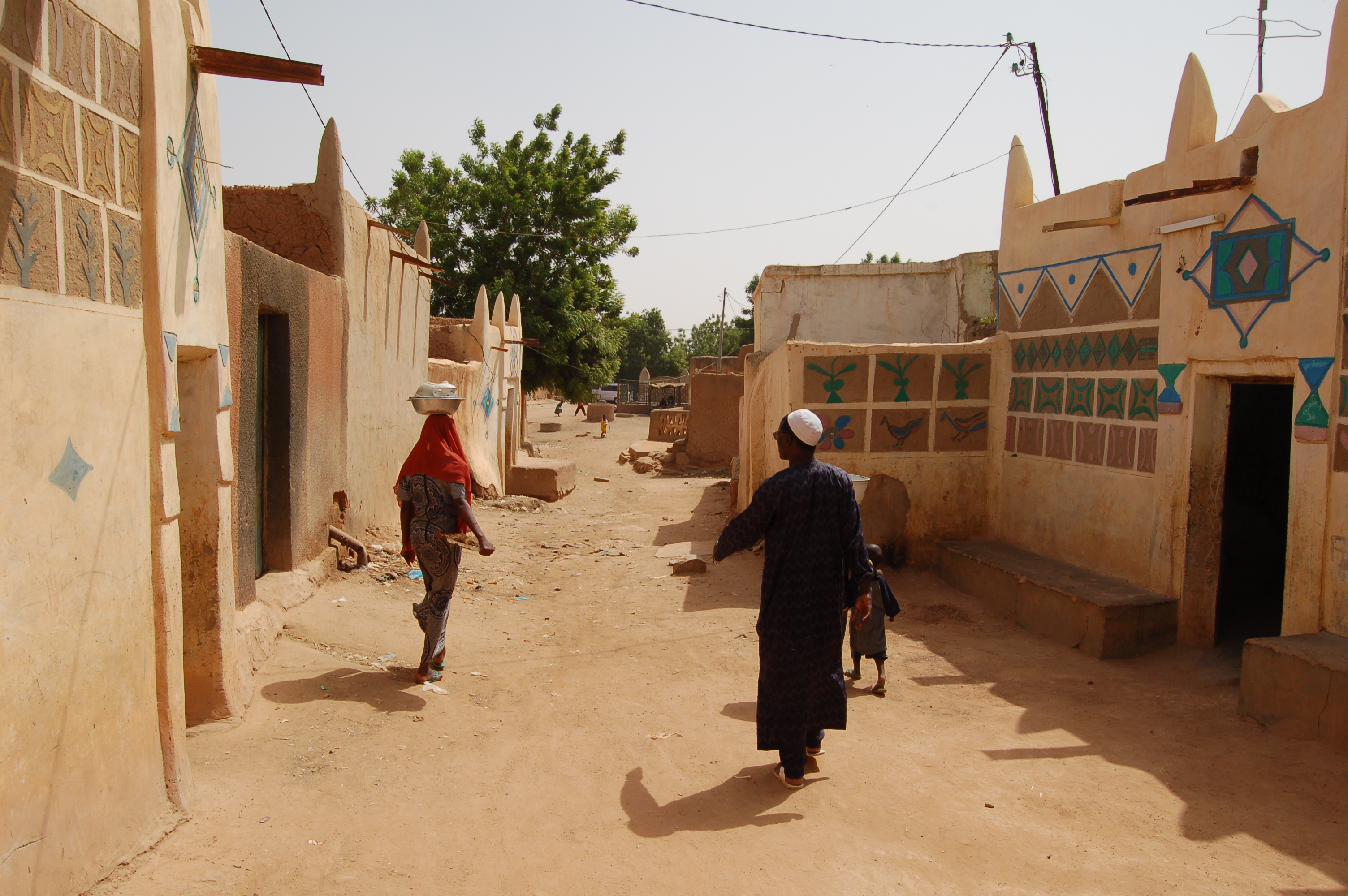
Традиційні глиняні будівлі в старому місті Зіндер.

## Культура і суспільство

### Наука
Перша наукова установа в Нігері була створена в 1949 році Нігера філія Французького інституту Чорної Африки, директором якого став перший історик Ніґера Бубу Хама. Філія був єдиною науковою установою в країні до моменту отримання незалежності.

### Освіта

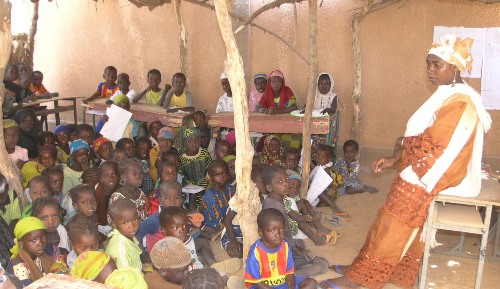
Клас початкової школи в Нігері.

За даними ООН, викладеними у формі Індексу Освіти, у 2013 році Нігер посів останнє місце серед країн, де вийшло зібрати відповідні дані.

### Спорт
Нігер бере участь в Олімпійських іграх з 1964 року. Єдину медаль отримав у 1972 році Іссака Даборг, який завоював бронзу у змаганнях з боксу.

### Свята
- 24 квітня — День Згоди. Відзначається на честь дня укладення мирної угоди з туарегами в 1995 році[53].

### Пам'ятки
У столиці — національний музей, в Агадес — глиняна мечеть.